# Petrovac (Budva, Crna Gora)
Petrovac  (poznat i kao: Petrovac na Moru) (crnogorski: Петровац) gradsko naselje - mjesna zajednica u općini Budva, Crna Gora, nazvan po Petru I. Karađorđeviću. Do 1919. Kastel Lastva.
Petrovac je turističko mjesto na obali Jadranskoga mora, s jednom od naljepših gradskih plaža na Crnogorskom primorju. 
Domicilno stanovništo je iz primorskog plemena Paštrovići.
U blizini grada su dva otoka: Sveta Neđelja i Katič.
Kroz Petrovac prolazi magistrala Budva - Bar.